# Папарески, Пьетро
Пьетро Папарески (Pietro Papareschi) — католический церковный деятель из рода Гвидони-Папарески, брат Иннокентия II. 
На консистории 1142 года был провозглашен кардиналом-епископом диоцеза Альбано. Участвовал в выборах папы 1143 (Целестин II), 1144 (Луций II) и 1145 (Евгений III) годов.
Завершил восстановление базилики Санта-Мария-ин-Трастевере, начатое Иннокентием II.